# Lysandra esteparina
Lysandra esteparina är en fjärilsart som beskrevs av Ramon Agenjo Cecilia 1956. Lysandra esteparina ingår i släktet Lysandra och familjen juvelvingar. Inga underarter finns listade i Catalogue of Life.